# Nicole M. Joseph
Pour les articles homonymes, voir Joseph.
Nicole Michelle Joseph est une mathématicienne américaine et une spécialiste de l'enseignement des mathématiques dont les recherches portent en particulier sur les expériences des filles et des femmes afro-américaines en mathématiques, sur les effets des réactions suprématistes blanches à leur travail en mathématiques et sur la "nature intersectionnelle de l'inégalité en matière d'éducation". Elle est professeure agrégée d'enseignement des mathématiques au département de l'enseignement et de l'apprentissage du Vanderbilt Peabody College of Education and Human Development.

## Formation et carrière
Joseph est afro-américaine et est originaire de Seattle. Après une dispute avec un professeur raciste dans son école primaire, elle est transférée dans la seule classe ouverte, une classe avancée et à son rythme, dans laquelle elle développe un amour pour les mathématiques. 
Elle se spécialise en économie, avec une mineure en mathématiques, à l'université de Seattle, où elle obtient un bachelor en administration des affaires en 1993. Après « quelques années dans le monde des affaires »,  elle commence à travailler dans la région de Seattle en tant que professeure de mathématiques au collège et à l'école primaire, et en tant que coach en mathématiques, de 1999 à 2011. Au cours de cette période, elle étudie également au Pacific Oaks College Northwest, un ancien campus satellite de Seattle du Pacific Oaks College (en), un collège Quaker privé en Californie. Grâce à Pacific Oaks, elle obtient un certificat d'enseignement pour Washington en 2000 et une maîtrise en développement humain en 2003. 
En 2011, Joseph obtient un doctorat en programme et enseignement à l'université de Washington. Sa thèse, intitulée Black Students and Mathematics Achievement: A Mixed-Method Analysis of In-School and Out-of-School Factors Shaping Student Success, est supervisée par James A. Banks. La même année, elle obtient une certification nationale en enseignement des mathématiques pour adolescents par l'intermédiaire du National Board for Professional Teaching Standards (en) . 
Après avoir terminé son doctorat, Joseph rejoint l'université de Denver en 2011 en tant que professeure adjointe, se concentrant sur la formation des futurs professeurs de mathématiques. Elle déménage à l'Université Vanderbilt en 2016 et y est titulaire en tant que professeure agrégée en 2021. 

## Livres
Joseph est l'auteure ou l'éditeur de livres dont :
- Interrogating Whiteness and Relinquishing Power: White Faculty's Commitment to Racial Consciousness in STEM Classrooms (édité avec CM Haynes et F. Cobb, Peter Lang Publishers, 2016)
- Understanding the Intersections of Race, Gender, and Gifted Education: An Anthology by and About Talented Black Girls and Women in STEM  (édité, Information Age Publishing, 2020)
- Making Black Girls Count in Math: A Black Feminist Vision of Transformative Teaching (Harvard Education Press, 2022)

## Reconnaissance
Joseph est lauréate du prix Louise Hay 2023 de l'Association for Women in Mathematics, « reconnue pour ses contributions à l'enseignement des mathématiques qui reflètent les valeurs de prise de risques et de développement du talent académique des étudiants »,. 